# اس‌اس کمبو مارو (۱۹۴۲)
اس‌اس کمبو مارو (۱۹۴۲) (به انگلیسی: SS Kembu Maru (1942)) یک کشتی بود که طول آن ۱۳۷٫۲۰ متر (۴۵۰ فوت ۲ اینچ) بود. این کشتی در سال ۱۹۴۲ ساخته شد.